# Granica estońsko-rosyjska
Granica estońsko-rosyjska – granica międzypaństwowa pomiędzy Estonią a Rosją. W latach 1922–1940 oraz przez kilka miesięcy w 1991 roku była to granica estońsko-radziecka, zaś w latach 1940–1991 była to granica wewnętrzna ZSRR (granica między ESRR a RFSRR). Ze względu na zmianę granicy przez władze sowieckie z 1944 r., współczesny przebieg granicy nie pokrywa się z przebiegiem przedwojennym. 

## Kształtowanie się granicy
Estonia ogłosiła niepodległość 24 lutego 1918 roku, jednak do roku 1920 trwała wojna estońsko-bolszewicka. Estonia obroniła suwerenność, zawarto traktat pokojowy w Tartu, który określał przebieg granicy sowiecko-estońskiej (mapa poniżej). Gdy w 1922 roku powstało ZSRR, granica Estonii z RFSRR stała się zarazem granicą Estonii z ZSRR. 
W 1940 ZSRR zaanektował Estonię, tworząc Estońską Socjalistyczną Republikę Radziecką. W 1944 zmieniono przebieg wewnętrznej granicy ESRR z RFSRR. Estońska SRR utraciła 5% terytorium (czyli ok. 2,5 tys. km²), a jej granice stały się tożsame z dzisiejszymi granicami Estonii. Różnią się one od granic przedwojennych – odłączono Ingrię estońską oraz fragment u południowego krańca granicy (mapa poniżej).
W 1991 roku Estonia wystąpiła ze składu ZSRR. Rosja dokonała tego samego kilka miesięcy później. W związku z tym przez kilka miesięcy 1991 roku na nowo istniała granica estońsko-radziecka.

## Przebieg granicy
Na północy granica rozpoczyna się nad Zatoką Fińską. Następnie biegnie wzdłuż rzeki Narwa i jeziora Pejpus. Granica kończy się przy trójstyku z granicą łotewską.

### Estońskie prowincje przygraniczne
- Virumaa Wschodnia
- Jõgevamaa
- Tartumaa
- Põlvamaa
- Võrumaa

### Rosyjskie obwody przygraniczne
- leningradzki
- pskowski

## Galeria

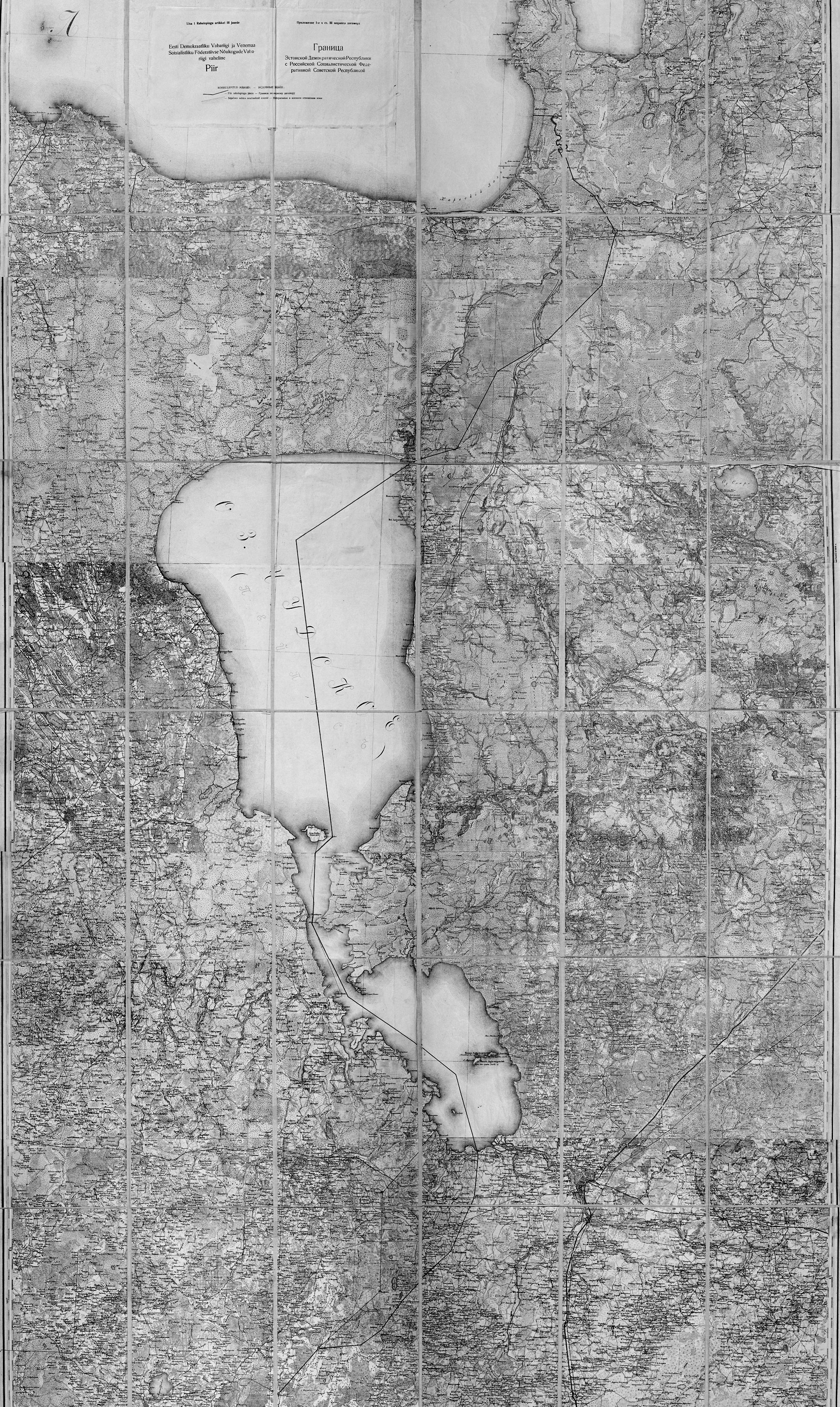
Granica estońsko-rosyjska przyjęta w 1920 roku.
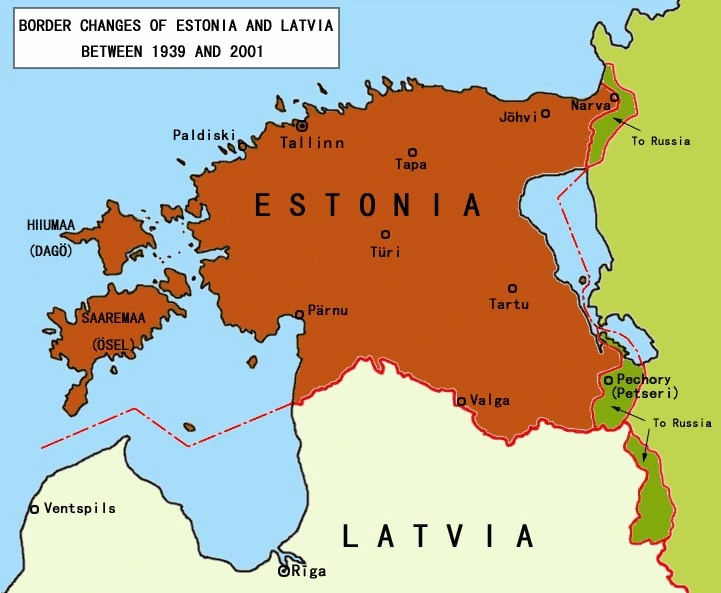
Tereny przyłączone do RFSRR w 1944 r. (kolor ciemnozielony) – obecne granice Estonii.